# Pascal Pereira-Leal
Pascal Pereira-Leal, né le 5 novembre 1982 à Ermont, est un pongiste de la Fédération Française du Sport Adapté.
Il remporte lors des Jeux paralympiques d'été de 2012 à Londres la médaille de bronze dans la catégorie C11 (déficience intellectuelle).
Il devient champion du monde en simple hommes à Pékin en septembre 2014 et devient no 1 mondial.

## Distinction
- Chevalier de l'ordre national du Mérite en 2013[3]